# Turniej o Złoty Kask 2013
Turniej o Złoty Kask 2013 – cykl zawodów żużlowych, organizowanych corocznie przez Polski Związek Motorowy. W sezonie 2013 rozegrano trzy turnieje eliminacyjne oraz finał, w którym zwyciężył Maciej Janowski.

## Finał
- Rawicz, 25 kwietnia 2013
- Sędzia: Wojciech Grodzki

| Msc. | Zawodnik             | Klub         | Pkt   |             |  |
| ---- | -------------------- | ------------ | ----- | ----------- |  |
| 1    | Maciej Janowski      | Tarnów       | 13    | (1,3,3,3,3) |  |
| 2    | Adrian Miedziński    | Toruń        | 12    | (2,1,3,3,3) |  |
| 3    | Jarosław Hampel      | Zielona Góra | 10 +3 | (3,0,3,3,1) |  |
| 4    | Przemysław Pawlicki  | Leszno       | 10 +2 | (0,2,2,3,3) |  |
| 5    | Krzysztof Buczkowski | Bydgoszcz    | 10 +1 | (1,3,3,0,3) |  |
| 6    | Krzysztof Kasprzak   | Gorzów Wlkp. | 9     | (3,w,2,2,2) |  |
| 7    | Piotr Pawlicki       | Leszno       | 8     | (t,2,2,2,2) |  |
| 8    | Grzegorz Zengota     | Leszno       | 7     | (3,2,1,w,1) |  |
| 9    | Sebastian Ułamek     | Gniezno      | 6     | (0,3,1,2,0) |  |
| 10   | Rafał Okoniewski     | Rzeszów      | 6     | (2,3,0,t,1) |  |
| 11   | Mariusz Puszakowski  | Rawicz       | 6     | (2,2,0,w,2) |  |
| 12   | Michał Szczepaniak   | Ostrów Wlkp. | 6     | (1,1,1,1,2) |  |
| 13   | Janusz Kołodziej     | Tarnów       | 5     | (2,1,1,0,1) |  |
| 14   | Patryk Dudek         | Zielona Góra | 4     | (0,1,2,1,t) |  |
| 15   | Damian Baliński      | Leszno       | 4     | (1,1,d,2,d) |  |
| 16   | Tomasz Jędrzejak     | Wrocław      | 3     | (3,d,u,d,–) |  |
| 17   | Tobiasz Musielak     | Leszno       | 0     | (w,d,–,–,–) |  |

Bieg po biegu:
1. Hampel, Miedziński, Janowski, Prz.Pawlicki
2. Kasprzak, Puszakowski, Szczepaniak, Musielak (w), Pi.Pawlicki (t)
3. Jędrzejak, Kołodziej, Baliński, Dudek
4. Zengota, Okoniewski, Buczkowski, Ułamek
5. Ułamek, Puszakowski, Dudek, Hampel
6. Okoniewski, Prz.Pawlicki, Baliński, Kasprzak (w)
7. Buczkowski, Pi.Pawlicki, Miedziński, Jędrzejak (d)
8. Janowski, Zengota, Kołodziej, Musielak (d)
9. Hampel, Kasprzak, Zengota, Jędrzejak (u)
10. Buczkowski, Prz.Pawlicki, Kołodziej, Puszakowski
11. Miedziński, Dudek, Szczepaniak, Okoniewski
12. Janowski, Pi.Pawlicki, Ułamek, Baliński (d)
13. Hampel, Pi.Pawlicki, Szczepaniak, Kołodziej, Okoniewski (t)
14. Prz.Pawlicki, Ułamek, Szczepaniak, Jędrzejak (d)
15. Miedziński, Baliński, Zengota (w), Puszakowski (w)
16. Janowski, Kasprzak, Dudek, Buczkowski
17. Buczkowski, Szczepaniak, Hampel, Baliński (d)
18. Prz.Pawlicki, Pi.Pawlicki, Zengota, Dudek (t)
19. Miedziński, Kasprzak, Kołodziej, Ułamek
20. Janowski, Puszakowski, Okoniewski
21. Bieg dodatkowy o 3. miejsce: Hampel, Prz.Pawlicki, Buczkowski